# Арлеват
Арлеват (њем. Arlewatt) општина је у њемачкој савезној држави Шлезвиг-Холштајн. Једно је од 132 општинска средишта округа Нордфризланд. Према процјени из 2010. у општини је живјело 341 становника. Посједује регионалну шифру (AGS) 1054007.

## Географски и демографски подаци
Арлеват се налази у савезној држави Шлезвиг-Холштајн у округу Нордфризланд. Општина се налази на надморској висини од 11 метара. Површина општине износи 5,6 km². У самом мјесту је, према процјени из 2010. године, живјело 341 становника. Просјечна густина становништва износи 61 становника/km².